# Honor dziecka
Honor dziecka – polski telewizyjny film fabularny z 1976 w reżyserii Feriduna Erola.
Plenery filmu kręcono na terenie zespołu pałacowo-parkowego w Rossosze, w Poświętnem (kościół św. Józefa) i Młyńczysku. Zdjęcia realizowano również w dawnej stajni przy pałacu Heinzlów i w pałacu Alfreda Biedermanna w Łodzi.
Słowa do śpiewanego przez parę bohaterów Płomiennego walczyka (w wykonaniu Alicji Majewskiej i Marka Niedzielki) napisał Jonasz Kofta.

## Fabuła
Akcja filmu rozgrywa się pod koniec XIX w. w majątku ziemskim ordynata – generała Honorata Koszela, wielkiego miłośnika straży pożarnej. Romans między bratankiem ordynata – Janem a jego starszą kuzynką Xymeną, trwający od dłuższego czasu, przerywa zjawiająca się niespodziewanie w majątku generała jego nieślubna córka Krysia Boratyńska. Jan zakochuje się w niej, jednak ordynat nie wyraża zgody na małżeństwo, ponieważ Krystyna jest stryjeczną siostrą Jana. Ostatecznie przeszkoda zostaje pokonana, gdy okazuje się, że Jan nie jest synem brata generała. Honor dzieci rodu zostaje uratowany.

## Obsada aktorska
- Andrzej Wojaczek (Jan, bratanek generała)
- Hanna Mikuć (Krysia Boratyńska, nieślubna córka generała)
- Emilia Krakowska (Xymena, kuzynka Jana)
- Zdzisław Mrożewski (generał Honorat Koszel)
- Maria Żabczyńska (Matylda, siostra generała)
- Zbigniew Sawan (ksiądz Zbyszko)
- Ewa Ziętek (służąca Zuzia)
- Eugeniusz Wałaszek (woźnica Pudlarz)
- Michał Leśniak (strażak Olchawa)
- Włodzimierz Saar (strażak)
- Józef Łodyński (strażak)
- Andrzej Błaszczyk (strażak)
- Jerzy Braszka (strażak)
- Maciej Grzybowski (strażak)
- Antoni Jurasz (strażak)
- Jan Paweł Kruk (strażak)
- Józef Grzeszczak (strażak; nie występuje w napisach)
- Krzysztof Nowik (ministrant; nie występuje w napisach)
- Jerzy Rogowski (strażak; nie występuje w napisach)